# أليخاندرا أونييفا
أليخاندرا أونييفا (مواليد 1 يونيو 1992) هي ممثلة إسبانية، شاركت في مسلسل سفينة برمودا.